# Ajax framework
Un ajax framework es un framework para aplicaciones web que ayuda a desarrollar aplicaciones basadas en AJAX, una tecnología para construir páginas web dinámicas del lado del cliente.
La información es leída desde el servidor o enviada a éste a través de peticiones Javascript. Sin embargo, es requerido algún procesamiento del lado del servidor para manejar peticiones, por ejemplo, para buscar o guardar información.
Esto es alcanzado más fácilmente con el uso de un framework dedicado a procesar peticiones AJAX. En el artículo donde nació el término "Ajax", J. J. Garret describe esta tecnología como "un intermediario... entre el usuario y el servidor" .
Este motor AJAX pretende reducir la espera para el usuario cuando una página trata de acceder al servidor. La meta del framework es proveer este motor AJAX y funciones asociadas al servidor y del lado del cliente.

## Beneficios
Un framework asiste al trabajo de un programador AJAX en dos niveles: en el lado del cliente, ofreciendo funciones JavaScript para enviar peticiones al servidor. En el lado del servidor, el cual procesa las peticiones, busca información, y la transmite al navegador.
Algunos framework son muy robustos y proveen una biblioteca completa para construir aplicaciones web.

## Frameworks por lenguaje/plataforma

### JavaScript
Los Frameworks JavaScript se ejecutan en el navegador (browser-side) y son ampliamente usados en el desarrollo de aplicaciones AJAX. 
Existen cientos de frameworks en el mercado, de acuerdo con una encuesta del 2007, estos son los más usados:
- Dojo toolkit, Toolkit Modular JavaScript.
- ExtJS, una biblioteca que expande Prototype, Jquery y YUI.
- jQuery, provee un framework Ajax y muchas otras utilidades.
- Mootools, un framework compacto y modular conocido por sus transiciones y efectos.
- Prototype, provee framework Ajax y muchas otras utilidades.
- qooxdoo, framework de aplicaciones Ajax. Es multipropósito e incluye un toolkit GUI.
- Script.aculo.us, es utilizado con Prototype principalmente para animaciones y desarrollo de interfaces.
- Yahoo! UI Library, un conjunto de utilidades y controles para construir aplicaciones web enriquecidas usando técnicas como DOM scripting y AJAX.

### PHP
- CJAX Framework